# 48e Gemotoriseerde Korps (Wehrmacht)
Het 48e Gemotoriseerde Korps (Duits: Generalkommando XXXXVIII. Armeekorps (mot.)) was een Duits legerkorps van de Wehrmacht tijdens de Tweede Wereldoorlog. Het korps was in actie aan het oostfront in de zuidelijke sector en maakte alle belangrijke slagen mee. Het korps was zijdelings betrokken bij de aanval op Moskou, maar bleef steken bij Koersk en bracht daar door tot vlak voor het Duitse zomeroffensief 1942.

## Krijgsgeschiedenis

### Oprichting
Het 48e Gemotoriseerde Korps werd opgericht op 14 december 1940 in Wehrkreis XII.

### 1941/1942
Vanaf 31 januari 1941 werd de staf onder bevel gebracht van het 11e Leger in Wehrkreis IV (Dresden). Eind april 1941 werd het korps naar Polen getransporteerd, naar het gebied Zamość. Voor de aanval op de Sovjet-Unie, Operatie Barbarossa, kwam het korps onder bevel van Panzergruppe 1. Op 22 juni beschikte het korps over de 11e Pantserdivisie, de 16e Gemotoriseerde divisie en de 57e Infanteriedivisie en viel aan vanuit de zogenaamde Sokal-boog. De 11e Pantserdivisie leidde het korps en via Sokal werd de Styr bij Szczurowje overgestoken en daarna verder via Stoyaniv naar Berestechko. Daarmee stond het korps op de eerste avond al 20 km diep in vijandelijk gebied. Tussen 23 en 28 juni 1941 vocht het korps samen met het 3e Gemotoriseerde Korps in de tankslag tussen Brody en Dubno tegen zes Sovjet gemechaniseerde korpsen (met in totaal 2803 tanks). Na harde gevechten, waren de Sovjet korpsen volledig gedecimeerd. Daarna ging de aanval verder. Het korps maakte via Shepetovka oprukkend, de weg vrij naar Kiev voor de infanteriekorpsen van het 6e Leger. Na de inname van Berdichev op 11 juli sloeg het korps rechtsaf naar het zuidoosten met de 11e Pantserdivisie voorop en bereikte het Novoarkhangelsk en kwam samen met het 14e Gemotoriseerde Korps en het 17e Leger. Hiermee sloten ze op 2 augustus de ring rond een groot aantal Sovjeteenheden in de Oeman-pocket. Het korps zette vanaf 6 augustus zijn opmars voort met de 16e Pantserdivisie en de 16e Gemotoriseerde divisie zuidwaarts oprukkend naar Voznesensk, Nikolajev viel op 11 augustus en in samenwerking met het 11e Leger werd Cherson ingenomen. Voor de daaropvolgende operaties in de slag om Kiev werd het korps opnieuw naar het noorden verplaatst, naar de Dnjepr (zonder de 11e Pantserdivisie - die kwam in reserve van de Heeresgruppe Süd). Samen met het 14e Gemotoriseerde Korps oprukkend vanuit het bruggenhoofd van Krementsjoek vormde het korps de zuidelijke stuwkracht van een nieuwe tangbeweging. Vanaf 12 september 1941 leidde het korps de 9e en 16e Pantserdivisies en de 25e Gemotoriseerde divisie langs de Sula noordwaarts via Lubny naar Romny, waar ze contact kregen met Panzergruppe 2. Daarmee was de ring rond de Sovjet troepen rond Kiev gesloten. Tot 27 september gaven zich zo’n 600.000 man over. Hierna werd het korps verzameld rond Glukhov voor Operatie Taifun. Hiervoor beschikte het korps over de 9e Pantserdivisie en de 25e Gemotoriseerde divisie en het vormde de uiterste rechterflank van deze operatie. Het korps rukte op richting Koersk en werd daar onder het 2e Leger geplaatst. Koersk zelf werd op 4 november 1941 ingenomen. De opmars stokte net oostelijk van deze stad en daar bleef het korps liggen, gedurende de rest van de winter en ook de lente van 1942.
Het 48e Gemotoriseerde Korps werd op 21 juni 1942 bij Koersk in Rusland omgevormd in het 48e Pantserkorps.

## Bovenliggende bevelslagen
| Leger              | Legergroep         | Plaats/regio              | Begin             | Eind              |
| ------------------ | ------------------ | ------------------------- | ----------------- | ----------------- |
| 11. Armee          | Heeresgruppe C     | Heimat                    | 31 januari 1941   | 15 april 1941     |
| direct onder bevel | Heeresgruppe A     | Generaal-Gouvernement     | 15 april 1941     | 26 april 1941     |
| 6. Armee           | Heeresgruppe Süd   | Boeg                      | 26 april 1941     | 27 juni 1941      |
| Panzergruppe 1     | Heeresgruppe Süd   | Oeman, Krementsjoek, Kiev | 27 juni 1941      | 23 september 1941 |
| Panzergruppe 2     | Heeresgruppe Mitte | Brjansk                   | 23 september 1941 | 25 oktober 1941   |
| 2. Armee           | Heeresgruppe Mitte | Koersk                    | 25 oktober 1941   | 15 januari 1942   |
| 2. Armee           | Heeresgruppe Süd   | Koersk                    | 15 januari 1942   | mei 1942          |
| 4. Panzerarmee     | Heeresgruppe Süd   | Koersk                    | mei 1942          | 21 juni 1942      |

## Commandanten

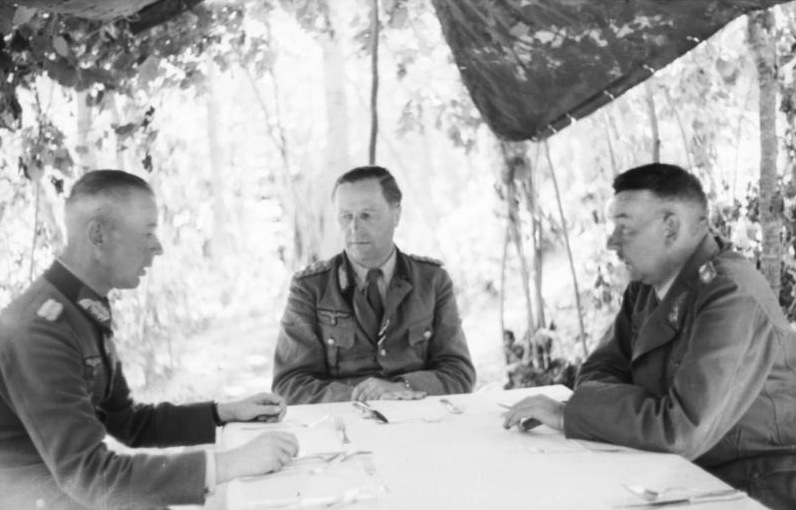
Generaal Kempf (rechts) in bespreking

| Rang                     | Naam         | Begin            | Eind             |
| ------------------------ | ------------ | ---------------- | ---------------- |
| General der Panzertruppe | Werner Kempf | 6 januari 1941   | 19 februari 1942 |
| General der Panzertruppe | Rudolf Veiel | 19 februari 1942 | 5 mei 1942       |
| General der Panzertruppe | Werner Kempf | 5 mei 1942       | 21 juni 1942     |